# Гемер (Ревуца)
Гемер (слч. Gemer) насељено је мјесто са административним статусом сеоске општине (слч. obec) у округу Ревуца, у Банскобистричком крају, Словачка Република.

## Становништво
| Година:    | 1994. | 2004.   | 2014.    | 2024.   |
| ---------- | ----- | ------- | -------- | ------- |
| Број људи: | 834   | 807     | 894      | 889     |
| Разлика:   |       | -3,23 % | +10,78 % | -0,55 % |

| Година:    | 2023. | 2024.   |
| ---------- | ----- | ------- |
| Број људи: | 915   | 889     |
| Разлика:   |       | -2,84 % |

Према подацима о броју становника из 2011. године насеље је имало 871 становника.